# Theodor von Bischoff

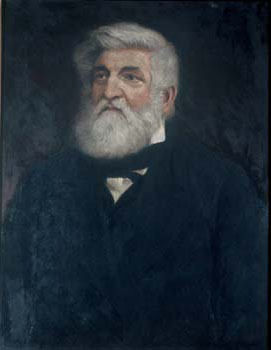
Theodor von Bischoff

Theodor Ludwig Wilhelm Bischoff, ab 1871: von Bischoff (* 28. Oktober 1807 in Hannover; † 5. Dezember 1882 in München) war ein deutscher Anatom, Embryologe und Physiologe.

## Leben und Wirken

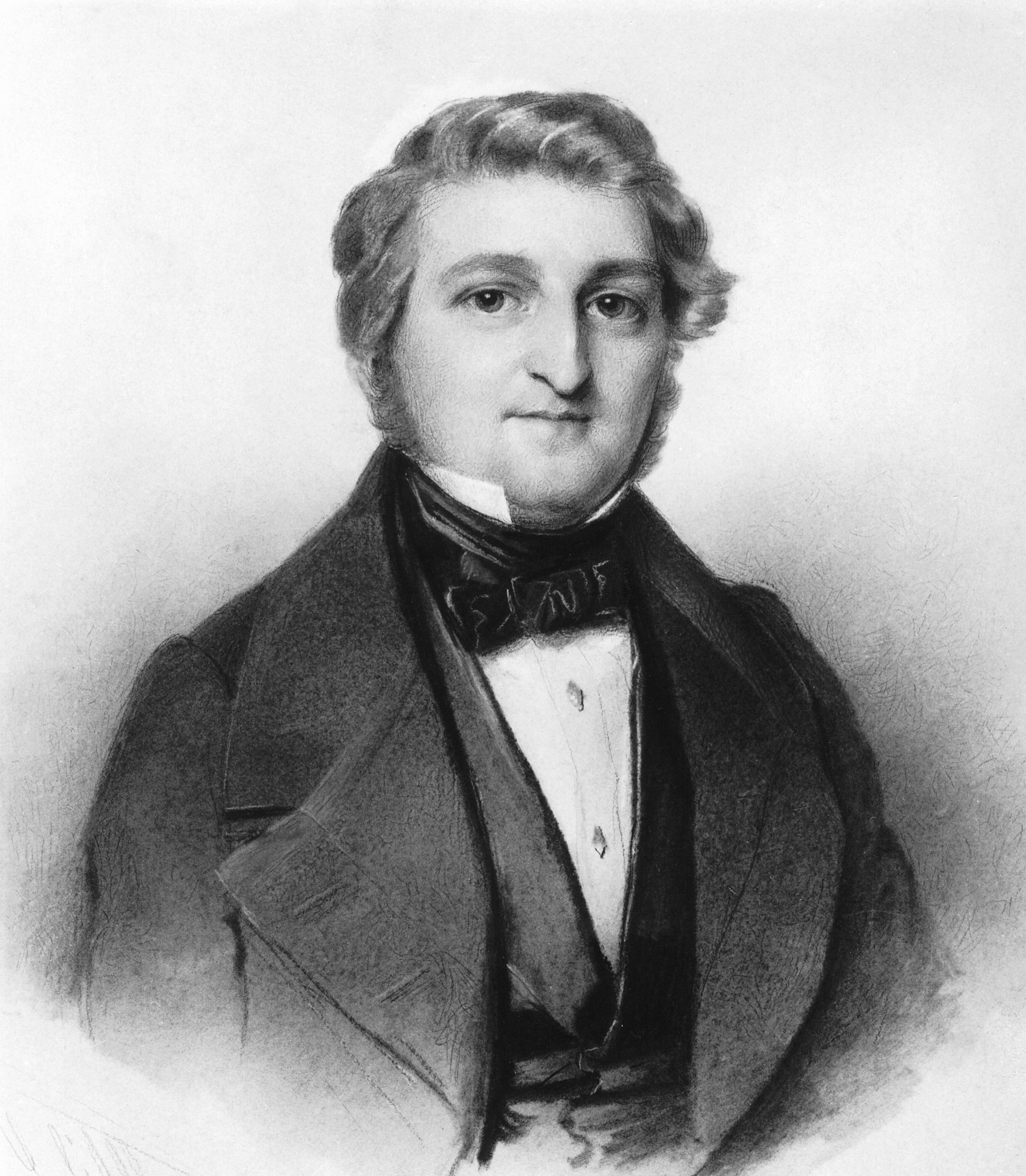
Bildnis in jüngeren Jahren

Theodor Bischoff war der Sohn des Mediziners und Pharmakologen Christoph Heinrich Ernst Bischoff und der Juliane geb. Amelung, geschiedene Hufeland. Er studierte ab 1826 in Bonn Botanik und Medizin, dann in Heidelberg, und promovierte zum Dr. phil. und zum Dr. med. Nach seiner Assistenzzeit habilitierte er sich 1833 und wurde außerordentlicher Professor für Anatomie in Bonn und ab 1835 in Heidelberg. 1839 heiratete er Kunigunde Tiedemann (1809–1889). 1843 wurde Bischoff als ordentlicher Professor für Anatomie und 1844 auch für Physiologie an die Universität Gießen berufen, wo er den Aufbau und bis 1855 die Betreuung des Anatomischen und Physiologischen Institutes übernahm. Dort war er befreundet mit Justus von Liebig. Später folgte er dem Ruf für eine Professur für Anatomie und Physiologie nach München (1856–1878). Er schuf wichtige Grundlagen in den Forschungsbereichen Physiologie und Embryologie. Er erkannte die Bedeutung des Menstruationszyklus (die Bereitstellung eines befruchtungsreifen Eies), den Weg der Ei-Befruchtung und den Weg der Zellteilung des befruchteten Eis. Vom Darwinismus hielt er nichts und lehnte Ernst Haeckels embryologische Deutungen scharf ab.

## Ehrungen
Bischoff wurde im Oktober 1843 mit dem Beinamen „Aristobulus II.“ zum Mitglied der Gelehrtenakademie Leopoldina gewählt. 
Die Senckenbergische Naturforschende Gesellschaft zeichnete ihn 1845 mit dem Soemmering-Preis aus. 1846 wurde er als korrespondierendes Mitglied in die Russische Akademie der Wissenschaften, 1849 in die American Academy of Arts and Sciences, 1853 als korrespondierendes Mitglied in die Göttinger Akademie der Wissenschaften und 1854 ebenfalls als korrespondierendes Mitglied in die Preußische Akademie der Wissenschaften aufgenommen. Ihm wurde am 28. November 1858 der königliche Maximilians-Orden für Wissenschaft und Kunst verliehen. Am 30. Dezember 1870 erhielt Bischoff das Ritterkreuz des Verdienst-Ordens der bayerischen Krone, der mit dem persönlichen Adel verbunden war.
Ab 1868 war er auswärtiges Mitglied der Royal Society, ab 1878 der Königlich Niederländischen Akademie der Wissenschaften und ab 1879 assoziiertes Mitglied der Académie royale des Sciences, des Lettres et des Beaux-Arts de Belgique.

## Bischoff als Kritiker des Medizinstudiums für Frauen
Der Nachwelt blieb Bischoff auch wegen seines vehementen Eintretens gegen ein Medizinstudium für Frauen in Erinnerung. Er begründete das 1872 so: „Die Beschäftigung mit dem Studium und die Ausübung der Medicin widerstreitet und verletzt die besten und edelsten Seiten der weiblichen Natur, die Sittsamkeit, die Schamhaftigkeit, Mitgefühl und Barmherzigkeit, durch welche sich dieselbe vor der männlichen auszeichnet.“ Bischoff war zudem der Meinung, dass Frauen auch vom Körperlichen her nicht zur Ausübung des Arztberufes geeignet seien, wobei er sich auf Messungen an Skelett, Kreislauf, Muskeln u. a. berief. Mit heute und auch zu seiner Zeit zweifelhaften naturwissenschaftlichen Methoden und ebenso viel ideologischem Aufwand trug Bischoff dazu bei, die alten geschlechtsspezifischen und hierarchischen Rollenmuster zu bewahren. Er reagierte dabei (auch unterstützt von seinem Nachfolger Nikolaus Rüdinger) auf Frauenemanzipations-Bestrebungen, zugleich regten seine Schriften auch Gegenschriften an unter anderem Hedwig Dohm Die Antifeministen.

## Bischoffs Rolle bei der Völkerschau der „Feuerländer“ 1881/82

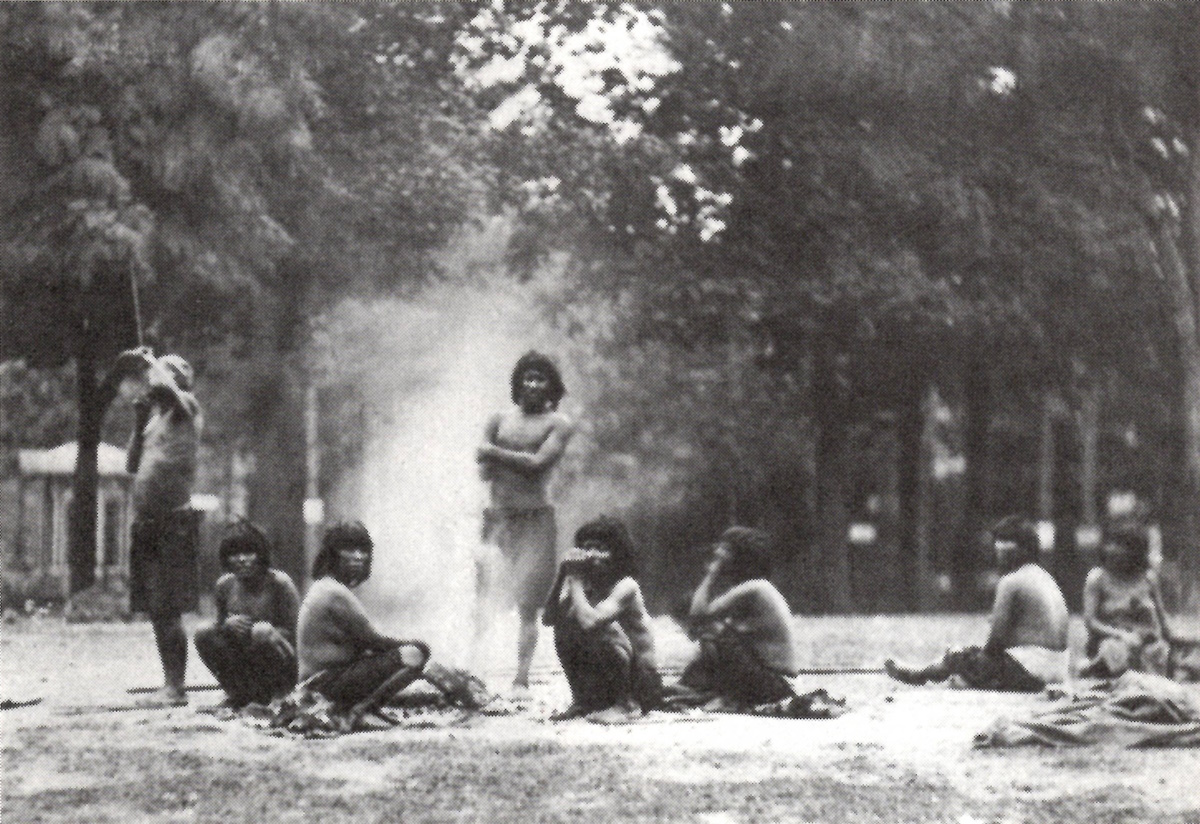
Menschenzoo der „Feuerländer“ im Sommer 1881, Jardin d’Acclimatation in Paris (Foto von 1881)

Im Zusammenhang mit Hagenbecks Völkerschau der „Feuerländer“ 1881/82, die im Januar 1882 in einer Schaubude in München Station machte, führte Bischoff medizinische Untersuchungen an den zehn Kawesqar durch, wobei sein besonderes Interesse der Untersuchung der Geschlechtsteile der vier Frauen galt. In seinem Vortrag in der Königlichen Bayerischen Akademie der Wissenschaften berichtete er über die Untersuchung der Frauen: „[…] trat mir in überraschender Weise die Schamhaftigkeit der Individuen und insbesondere der weiblichen, sehr hinderlich entgegen“. Er teilte u. a. mit: „Die Clitoris  war jedenfalls nur klein und nicht affenartig groß“. Im Februar und März starben fünf Mitglieder der Gruppe während des Aufenthaltes in Zürich, worauf sich Bischoff von Georg Hermann von Meyer unter anderem die sezierten Geschlechtsteile einer der Kawesqar-Frauen zusenden ließ.

## Grabstätte

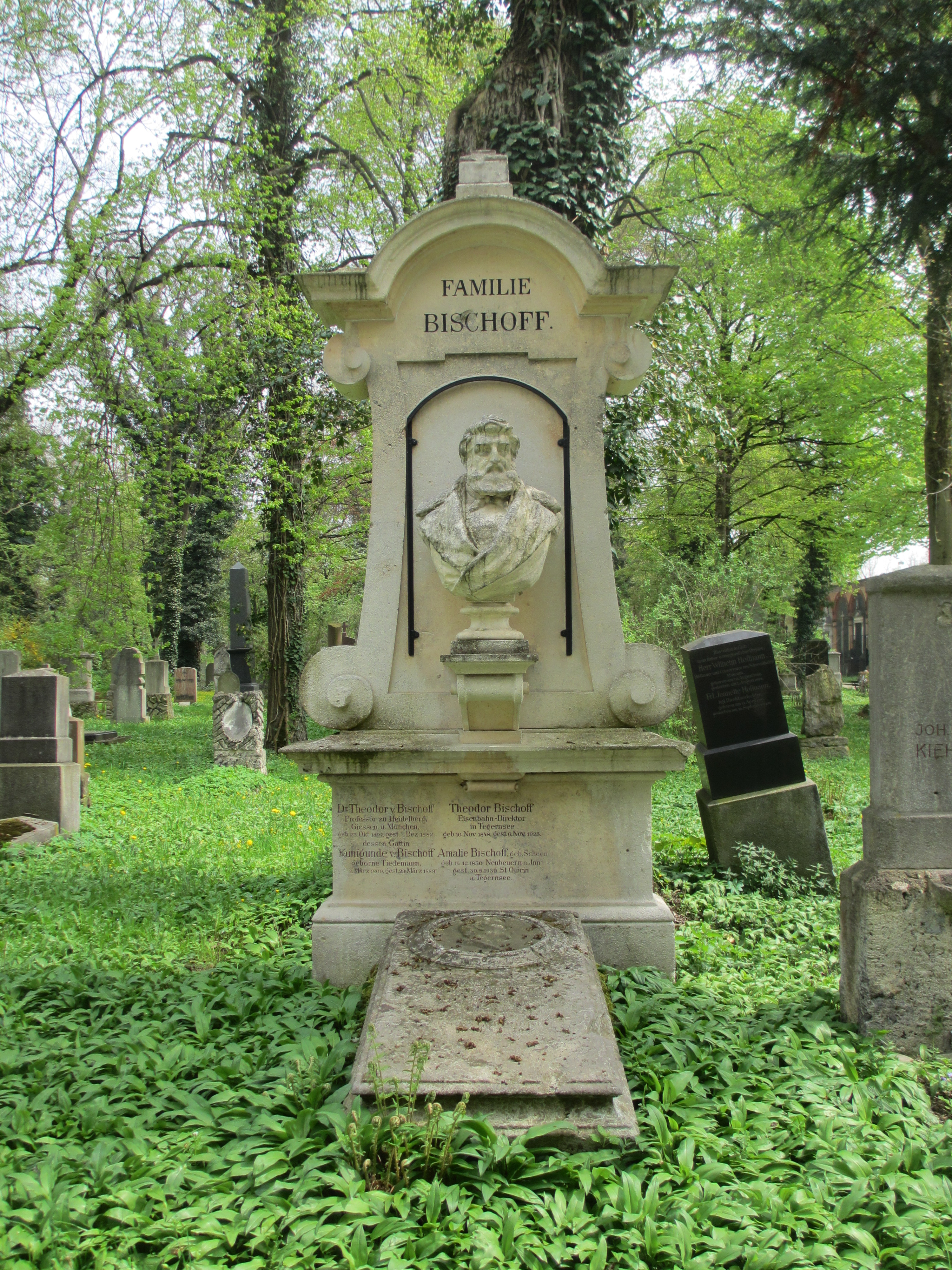
Grab von Theodor Bischoff auf dem Alten Südlichen Friedhof in München

Die Grabstätte von Bischoff befindet sich auf dem Alten Südlichen Friedhof in München (Gräberfeld 42, Reihe 13, Platz 14, Standort). Die Büste auf dem Grab stammt vom Bildhauer Christoph Roth (* 22. Juli 1840 in Nürnberg; † 22. März 1907 in München), einem Schüler von Anselm Sickinger und Joseph Knabl. Ebenfalls im Grab bestattet ist Theodor von Bischoffs Ehefrau Kunigunde (geborene Tiedemann; * 3. März 1809 in Nürnberg; † 23. März 1889). Kunigunde hatte die Grabstelle 1861 ursprünglich für ihren Vater, den Anatom und Physiologen Friedrich Tiedemann (* 23. August 1781 in Kassel; † 22. Januar 1861 in München) erworben, bevor die Grabstelle beim Tod ihres Mannes 1883 in das Familiengrab Bischoff umgewandelt und vergrößert wurde.

## Publikationen (Auswahl)
- De vera vasurum plantarum spiralium structura et functione. Phil. Dissertation Bonn, Dezember 1829. (Digitalisat)
- Nervi accessorii Willisii anatomia et physiologia. Med. Dissertation Heidelberg, Januar 1832. (Digitalisat)
- Beiträge zur Lehre von den Eyhüllen des menschlichen Fötus. Bonn 1834. (Digitalisat)
- Lepidosiren paradoxa. Anatomisch untersucht und beschrieben. Leipzig 1840. (Digitalisat)
ins Französische übersetzt von Hübotter und erschienen unter dem Titel Descriptions anatomique du Lepidosiren paradoxa in den Annales des Sciences Naturelles, Serié 2, T. XIV, Zoologie, Paris 1840, S. 116–159.
- Entwicklungsgeschichte des Kaninchen-Eies. Preisschrift, Braunschweig 1842. (Digitalisat)
- Entwickelungsgeschichte der Säugethiere und des Menschen. (Samuel Thomas von Sömmering vom Baue des menschlichen Körpers. Neue umgearbeitete und vervollständigte Original-Ausgabe, 7. Band.) Leipzig 1842. (Digitalisat)
- Beweis der von der Begattung unabhängigen periodischen Reifung und Loslösung der Eier der Säugethiere und des Menschen als der ersten Bedingung ihrer Fortpflanzung. Giessen 1844. (Digitalisat)
- Entwicklungsgeschichte des Hunde-Eies. Braunschweig 1845. (Digitalisat)
- Beleuchtung der Bemerkungen eines Grossh. Hess. Arztes Dr. * über die neue Grossherzogl. Hess. Prüfungsordnung für Mediciner. Giessen 1848. (Digitalisat)
- Entwicklungsgeschichte des Meerschweinchens. Giessen 1852. (Digitalisat)
- Entwicklungsgeschichte des Rehes. Ricker, Gießen 1854. (Digitalisat)
- Bestätigung des von Dr. Newport bei den Batrachiern und Dr. Barry bei den Kaninchen behaupteten Eindringens der Spermatozoiden in das Ei. Giessen 1854. (Digitalisat)
- Ueber Johannes Müller und sein Verhältniß zum jetzigen Standpunkt der Physiologie. München 1858. (Digitalisat)
- Neue Beobachtungen zur Entwicklungsgeschichte des Meerschweinchens. Verlag der Akademie, München 1866. (Digitalisat)
- Ueber die Verschiedenheit in der Schädelbildung des Gorilla, Chimpansé und Orang-Outang, vorzüglich nach Geschlecht und Alter, nebst einer Bemerkung über die Darwinsche Theorie. München 1867. (Digitalisat)
- Die Grosshirnwindungen des Menschen mit Berücksichtigung ihrer Entwicklung bei dem Fötus und ihrer Anordnung bei den Affen. Verlag der Akademie, München 1868. (Digitalisat)
- Beiträge zur Anatomie des Hylobates leuciscus und zu einer vergleichenden Anatomie der Muskeln der Affen und des Menschen. Verlag der Akademie, München 1870. (Digitalisat)
- Das Studium und die Ausübung der Medicin durch Frauen. Literarisch-Artistische Anstalt, München 1872. (Digitalisat)
- Über den Einfluß des Freiherrn Justus von Liebig auf die Entwicklung der Physiologie. Eine Denkschrift. Verlag der Akademie, München 1874. (Digitalisat)
- Vergleichend anatomische Untersuchungen über die äusseren weiblichen Geschlechts- und Begattungs-Organe des Menschen und der Affen, insbesondere der Anthropoiden. Verlag der Akademie, München 1879. (Digitalisat)
- Ueber die äusseren weiblichen Geschlechtstheile des Menschen und der Affen. Nachtrag. Verlag der Akademie, München 1880. (Digitalisat)
- Bemerkung über die Geschlechtsverhältnisse der Feuerländer, Vortrag 4. Februar 1882; und Weitere Bemerkungen über die Feuerländer, Vortrag 6. Mai 1882. In: Sitzungsberichte der mathematisch-physikalischen Classe der k. b. Akademie der Wissenschaften zu München. Band XII, Jg. 1882, S. 243–246 und 356–368 u. Abb.
- Th. L. W. von Bischoff’s Führer bei den Präparirübungen für Studirende der Medizin sowie für praktische Aerzte bei Anstellung von Sectionen. Zweite Auflage, bearbeitet von N. Rüdinger. Riedel, München 1886. (Digitalisat)